# Classement des universités américaines (U.S. News & World Report)
 (septembre 2011).
Depuis 1983, l'hebdomadaire américain U.S. News & World Report publie un classement, parfois controversé, des meilleures universités des États-Unis.  

## Classement 2012[1].
| Rang | Université                               |
| 1    | Université Harvard                       |
| 2    | Université de Princeton                  |
| 3    | Université Yale                          |
| 4    | Université Columbia                      |
| 5    | Université de Chicago                    |
| 6    | Institut de technologie du Massachusetts |
| 7    | Université Stanford                      |
| 8    | Université Duke                          |
| 9    | Université de Pennsylvanie               |
| 10   | Institut de technologie de Californie    |

## Classement 2007[2].
Ce classement ne concerne que les études undergraduate ou colleges, c'est-à-dire le premier cycle directement après l'équivalent américain du baccalauréat.
| Rang | Université                                      |
| 1    | Université de Princeton                         |
| 2    | Université Harvard                              |
| 3    | Université Yale                                 |
| 4    | California Institute of Technology              |
| 4    | Université Stanford                             |
| 4    | Massachusetts Institute of Technology           |
| 7    | Université de Pennsylvanie                      |
| 8    | Université Duke                                 |
| 9    | Dartmouth College                               |
| 9    | Columbia University                             |
| 9    | University of Chicago                           |
| 12   | Université Cornell                              |
| 12   | Université Washington de Saint-Louis            |
| 14   | Université Northwestern                         |
| 15   | Université Brown                                |
| 16   | Université Johns-Hopkins                        |
| 17   | Université Rice                                 |
| 18   | Université Vanderbilt                           |
| 18   | Université Emory                                |
| 20   | Université Notre-Dame                           |
| 21   | Carnegie Mellon University                      |
| 21   | Université de Californie à Berkeley             |
| 23   | Georgetown University                           |
| 24   | Université de Virginie                          |
| 24   | Université du Michigan                          |
| 26   | Université de Californie à Los Angeles          |
| 27   | Université de la Caroline du Nord à Chapel Hill |
| 27   | Université de Californie du Sud                 |
| 27   | Université Tufts                                |
| 30   | Université de Wake Forest                       |
| 31   | Collège de William et Mary                      |
| 31   | Université Brandeis                             |
| 33   | Lehigh University                               |
| 34   | University of Wisconsin-Madison                 |
| 34   | Boston College                                  |
| 34   | Université de New York                          |
| 34   | Université de Rochester                         |
| 38   | Université Case Western Reserve                 |
| 38   | Université de Californie à San Diego            |
| 38   | Georgia Institute of Technology                 |
| 41   | University of Illinois, Urbana-Champaign        |
| 42   | University of Washington                        |
| 42   | Rensselaer Polytechnic Institute                |
| 44   | Université de Californie à Irvine               |
| 44   | Université Tulane                               |
| 44   | Yeshiva University                              |
| 47   | Université d'État de Pennsylvanie               |
| 47   | Université du Texas à Austin                    |
| 47   | Université de Californie à Davis                |
| 47   | Université de Californie à Santa Barbara        |
| 47   | Université de Floride                           |

## Classement 2006 des universités en art, sciences humaines et sociales[3]
| Rang | Université                           |
| 1    | Williams College                     |
| 2    | Amherst College                      |
| 3    | Swarthmore College                   |
| 4    | Wellesley College                    |
| 5    | Carleton College                     |
| 6    | Bowdoin College                      |
| 6    | Pomona College                       |
| 8    | Haverford College                    |
| 8    | Middlebury College                   |
| 10   | Claremont McKenna College            |
| 10   | Davidson College                     |
| 12   | Wesleyan University                  |
| 13   | Vassar College                       |
| 14   | Washington and Lee University        |
| 15   | Colgate University                   |
| 15   | Grinnell College                     |
| 15   | Hamilton College                     |
| 18   | Harvey Mudd College                  |
| 19   | Smith College                        |
| 20   | Colby College                        |
| 21   | Bates College                        |
| 21   | Bryn Mawr College                    |
| 23   | Mount Holyoke College                |
| 23   | Oberlin College                      |
| 25   | Macalester College                   |
| 25   | Trinity College                      |
| 27   | Barnard College                      |
| 27   | Bucknell University                  |
| 27   | Colorado College                     |
| 27   | Lafayette College                    |
| 27   | Scripps College                      |
| 32   | College of the Holy Cross            |
| 32   | Kenyon College                       |
| 34   | Sewanee, The University of the South |
| 34   | Université de Richmond               |
| 36   | Connecticut College                  |
| 36   | Union College                        |
| 36   | Whitman College                      |
| 39   | Bard College                         |
| 39   | Franklin and Marshall College        |
| 41   | Centre College                       |
| 41   | Furman University                    |
| 41   | Occidental College                   |
| 41   | Skidmore College                     |
| 45   | Dickinson College                    |
| 45   | Rhodes College                       |
| 47   | Gettysburg College                   |
| 47   | Reed College                         |
| 49   | Université DePauw                    |
| 49   | Sarah Lawrence College               |

## Classement 2006 des universités publiques en arts, sciences humaines et sociales[4]
| Rang | Nom                                    |
| 1    | Institut militaire de Virginie         |
| 2    | St. Mary's College of Maryland         |
| 3    | New College of Florida                 |
| 4    | Université du Minnesota - Morris (UMM) |
| 5    | University of North Carolina-Asheville |
| 6    | Richard Stockton College of N.J.       |